# Galloway (Virginia Occidental)
Galloway es un lugar designado por el censo ubicado en el condado de Barbour en el estado estadounidense de Virginia Occidental. En el Censo de 2010 tenía una población de 143 habitantes y una densidad poblacional de 88,06 personas por km².

## Geografía
Galloway se encuentra ubicado en las coordenadas 39°14′2″N 80°7′40″O / 39.23389, -80.12778. Según la Oficina del Censo de los Estados Unidos, Galloway tiene una superficie total de 1.62 km², de la cual 1.62 km² corresponden a tierra firme y (0%) 0 km² es agua.

## Demografía
Según el censo de 2010, había 143 personas residiendo en Galloway. La densidad de población era de 88,06 hab./km². De los 143 habitantes, Galloway estaba compuesto por el 94.41% blancos, el 1.4% eran afroamericanos, el 2.8% eran amerindios, el 0% eran asiáticos, el 0% eran isleños del Pacífico, el 0% eran de otras razas y el 1.4% pertenecían a dos o más razas. Del total de la población el 0% eran hispanos o latinos de cualquier raza.